# 竹島正義
竹島 正義（たけしま まさよし、1979年3月20日 - ）は、日本の元俳優。北海道出身。今井事務所、テアトルアカデミー、カートプロモーションに所属していた。
2014年より 映像コンテンツ権利処理機構 に連絡の取れない権利者として掲載されている。

## 出演作品

### 映画
- クロスファイア（2000年）
- 交渉人 THE MOVIE タイムリミット高度10,000mの頭脳戦（2010年）

### テレビドラマ
- 愛なんていらねえよ、夏
- ありがとう!チャンピイ
- 隠蔽捜査2
- ウルトラマンコスモス（アキオ）
- お見合い放浪記
- オヤジぃ。
- 顔のない女〜久留島刑事の報告書より〜
- 仮面ライダーアギト
- 救急救命士・牧田さおり7
- 高原へいらっしゃい
- 交渉人〜THE NEGOTIATOR〜
  - 交渉人〜THE NEGOTIATOR〜2（竹田）
- 孤独の歌声
- 3年B組金八先生
- シバトラ
- 嬢王
- ジョーカー 許されざる捜査官（市村秀典）
- 砂の上の恋人たち
- ダンディ・ダディ?〜恋愛小説家・伊崎龍之介〜
- 沈黙の目撃者! 動物病院・彩子の事件カルテ
- トンスラ
- 眠れぬ夜を抱いて
- 拝啓トリュフォー様〜テレビドラマの作り方〜（西岡藤次）
- はたち-1982年に生まれて-
- ハチワンダイバー
- ブランド刑事2
- 弁護士猪狩文助
- 松本清張スペシャル 顔
- 未来遊園地
- 名探偵の掟
- モンスターペアレント
- 夢のカリフォルニア
- 世にも奇妙な物語
- ロケット・ボーイ

### 再現ドラマ
- 行列のできる法律相談所
- SMAP×SMAP
- Dのゲキジョー 〜運命のジャッジ〜
- 中居正広の金曜日のスマたちへ
- 夜は胸きゅん

### オリジナルビデオ
- ウルトラマンネオス（2000年） - オープンカーの若者

### CM
- アクティブじゃらん
- au・パジャパ
- 角川書店（2007年広告モデル）
- Street Jack
- 日本マクドナルド
- PlayStation・ウイニングイレブン
- ボトルロック
- リカルデントガム

### WEB
- ドリームエッグ（MC）